# Осман Мурадов
Осман Акчай Мурадов е български политик и икономист от ДПС. Народен представител от Движението за права и свободи в XLVIII народно събрание. Той е председател на Областния съвет на Младежко ДПС – Пазарджик. Бил е общински съветник, избран от листата на ДПС в община Батак.

## Биография
Осман Мурадов е роден на 27 януари 1990 г. в село Нова махала (Пещерско), Народна република България. Средното си образование съм завършва в Математическа гимназия „Константин Величков“ в Пазарджик. Завършва специалност „Икономика на транспорта“ и магистърска степен по „Икономика на търговията“ в Университета за национално и световно стопанство (УНСС) в София, след което следва специалност „Право“ в УНСС.